# PRIMA1
PRIMA1 (англ. Proline rich membrane anchor 1) – білок, який кодується однойменним геном, розташованим у людей на короткому плечі 14-ї хромосоми. Довжина поліпептидного ланцюга білка становить 153 амінокислот, а молекулярна маса — 16 689.
| 10         |  | 20         |  | 30         |  | 40         |  | 50         |
| ---------- |  | ---------- |  | ---------- |  | ---------- |  | ---------- |
| MLLRDLVLRR |  | GCCWSSLLLH |  | CALHPLWGFV |  | QVTHGEPQKS |  | CSKVTDSCRH |
| VCQCRPPPPL |  | PPPPPPPPPP |  | RLLSAPAPNS |  | TSCPTEESWW |  | SGLVIIIAVC |
| CASLVFLTVL |  | VIICYKAIKR |  | KPLRKDENGT |  | SVAEYPMSAS |  | QSNKGVDVNN |
| AVV        |  |            |  |            |  |            |  |            |

A: Аланін

C: Цистеїн

D: Аспарагінова кислота

E: Глутамінова кислота

F: Фенілаланін

G: Гліцин

H: Гістидин

I: Ізолейцин

K: Лізин

L: Лейцин

M: Метіонін

N: Аспарагін

P: Пролін

Q: Глутамін

R: Аргінін

S: Серин

T: Треонін

V: Валін

W: Триптофан

Задіяний у такому біологічному процесі, як альтернативний сплайсинг. 
Локалізований у клітинній мембрані, мембрані, клітинних контактах, синапсах.